# Типик
Типик (грч. τυπικό) је скуп прописаних правила (зборник), који садржи начин и редослед вршења црквених служби.
„Типик је потпуни Црквени Устав којим се руководе свештенослужитељи у конкретним богослужбеним ситуацијама“.

## Подела
Типик је подељен у три дела:
- Општи део - наводи поредак богослужења и свештених радњи у дане Васкрса и обичне дане, на празнике, седмичне и суботне дане. Општи део наставља се упутствима ο молитвословљима и читањима, песмама и свештенорадњама током године и на крају су изложена правила ο животу и владању монаха.
- Други део - наводи упутства ο променљивим песмама и свештенорадњама у све дане по месецима - месецослов, затим у Посном и Цветном триоду.
- Трећи део - наводи упутства ο променљивим песмама седмичног и годишњег круга, а то су тропари, кондаци, ипакоји, ексапостилари, светилни, тројични, прокимени и причасни. Типик се завршава излагањем Пасхалије.

У Православној цркви најпознатији су Јерусалимски типик и Студијски типик, а у Српској Православној цркви: Хиландарски типик, Студенички типик и Карејски типик Светога Саве.